# Johan Herman Geertsema Czn.
Johan Herman Geertsema Carelszoon (Groningen, 30 juli 1816 – Utrecht, 15 april 1908) was een Nederlands politicus en advocaat.
Johan Geertsema was een telg uit een voorname Groningse familie. Hij was een liberaal die een langdurige politieke en bestuurlijke carrière doorliep. Na de advocatuur was hij secretaris van de Curatoren van de Rijksuniversiteit Groningen en tussen 1863 en 1878 actief in de landspolitiek.

## Loopbaan
In 1863 werd hij lid van de Tweede Kamer; Hij behoorde binnen de liberale kamerfractie tot de getrouwen van Fransen van de Putte. In 1866 volgde hij Thorbecke op als minister van binnenlandse zaken. Het kabinet-Van der Putte werd echter al na een paar maanden door Thorbecke ten val gebracht. In 1872 volgde Geertsema opnieuw Thorbecke op op Binnenlandse Zaken, waar hij de wet op de besmettelijke ziekten tot stand bracht. Tegen zijn zin werd hierin door een amendement van liberalen en katholieken een vaccinatieplicht voor schoolgaande kinderen en hun leerkrachten opgenomen.
In januari 1874 diende hij een wetsontwerp in voor het hoger onderwijs, waarin onder meer een aanzet werd gegeven voor de verheffing van het Amsterdamse Athenaeum Illustre tot gemeentelijke universiteit. Tot een parlementaire behandeling kwam het echter niet meer, doordat het kabinet-De Vries-Fransen van de Putte in juni viel over de kiesrechtkwestie. In die tijd gold een census (minimum aan verschuldigde belasting voor het kiesrecht) van 28 gulden, dat de liberalen wilden handhaven en de anti-revolutionairen wilden verlagen naar 24 gulden. Geertsema ging op 26 gulden zitten, maar zijn wetsontwerp werd door een kamermeerderheid verworpen, waarna het kabinet aftrad. Daarna was Geertsema nog drie jaar staatsraad.
Vanaf 1878 was hij vijftien jaar Commissaris des Konings in Overijssel en daarna bleef hij tot zijn 86e Eerste Kamerlid.
Geertsema was de vader van Carel Coenraad Geertsema en Willem Jacob Geertsema, en de overgrootvader van Molly Geertsema.